# Zoio
Zoio is een plaats (freguesia) in de Portugese gemeente Bragança en telt 203 inwoners (2001).